# Monolistra bolei
Monolistra bolei là một loài giáp xác trong họ Sphaeromatidae

## Phân loài
- M. b. brevispinosa
- M. b. bolei